# یونیورسال ژنو
یونیورسال ژنو (انگلیسی: Universal Genève) شرکت کالای لوکس سوئیسی است، که در سال ۱۸۹۴ تأسیس شد.